# Selfoss flygplats
Selfoss flygplats är en flygplats i republiken Island.   Den ligger i regionen Suðurland, i den sydvästra delen av landet, 50 km sydost om huvudstaden Reykjavik. Selfoss flygplats ligger 15 meter över havet.